# Fischen im Allgäu
Fischen im Allgäu település Németországban, azon belül Bajorországban. Lakosainak száma 3362 fő (2023. december 31.). Fischen im Allgäu Oberstdorf, Ofterschwang, Obermaiselstein, Bolsterlang és Sonthofen községekkel határos.

## Népesség
A település népessége az elmúlt években az alábbi módon változott:
| Lakosok száma | 2657 | 2918 | 2971 | 2991 | 3083 | 3131 | 3169 | 3197 | 3311 | 3362 |
|               | 1970 | 1975 | 2011 | 2012 | 2014 | 2015 | 2017 | 2019 | 2022 | 2023 |